# Gladys Knight
Gladys Knight (* 28. května 1944 Atlanta) je americká zpěvačka a herečka. Zpěvu se věnovala již od dětství a již od počátku padesátých let vystupovala se skupinou Gladys Knight & the Pips, ve které hráli také někteří její sourozenci. Skupina ukončila svou činnost v roce 1989 a zpěvačka následně vystupovala pod svým vlastním jménem. Od roku 1997 je členkou církve Ježíše Krista Svatých posledních dnů. Hudební časopis Rolling Stone ji zařadil na 51. místo v žebříčku sta nejlepších zpěváků všech dob. V roce 1996 byla uvedena do Rock and Roll Hall of Fame a je sedminásobnou držitelkou ceny Grammy.

## Diskografie
- Miss Gladys Knight (1978)
- Gladys Knight (1979)
- Good Woman (1991)
- Just for You (1994)
- Many Different Roads (1998)
- At Last (2001)
- Before Me (2006)
- Another Journey (2013)